# 맨 오브 라만차
맨 오브 라만차(Man of La Mancha)는 미겔 데 세르반테스의 소설 《돈 키호테》를 바탕으로 한 뮤지컬 작품이다. 각본은 데일 워서먼, 음악은 미치 리이다. 1965년 브로드웨이에서 리처드 카일리가 초연하였으며, 이 초연은 뉴욕 연극 비평가 상 등을 수상하고 5년 6개월의 장기 공연 을 기록했다. 그 후에도 세계 각지에서 공연되고 있다.
국내에선 2005년부터 라이센스 뮤지컬로 정식 공연되기 시작했다. 국내 처음 초연 당시에는 '돈키호테'라는 제목으로 공연 되었고, 2007년 재연부터 '맨 오브 라만차'라는 제목으로 공연 되어오고 있다.
이 뮤지컬은 소설 《돈 키호테》를 극중극 형식으로 각색한 뮤지컬이다. 감옥에 들어간 돈 키호테의 작가 미겔 데 세르반테스가 죄수들에게 자신이 쓴 희곡 돈 키호테를 직접 연극 하는 방식으로 들려주는 내용으로 전개된다.